# Triodus
Il Triodo (gen. Triodus) è un pesce cartilagineo estinto, appartenente agli xenacantidi. Visse tra il Carbonifero superiore e il Triassico superiore (circa 320 - 220 milioni di anni fa) e i suoi resti fossili sono stati ritrovati in Europa e in Nordamerica.

## Descrizione
Questo pesce aveva una forma allungata e il corpo ricordava vagamente quello di un'anguilla. Come molti altri suoi stretti parenti, Triodus possedeva una lunga e bassa pinna dorsale che si connetteva direttamente con quella caudale. Il capo, dal muso corto e le orbite grandi, era dotato di una sorta di spina posteriore, appena di fronte alla lunga pinna dorsale. Al contrario di molte forme simili come Xenacanthus, Triodus possedeva un corpo particolarmente anguilliforme e sottile, e le dimensioni non erano grandi: solitamente era lungo non oltre mezzo metro. Era caratterizzato da denti a tre punte, da cui deriva il nome del genere.

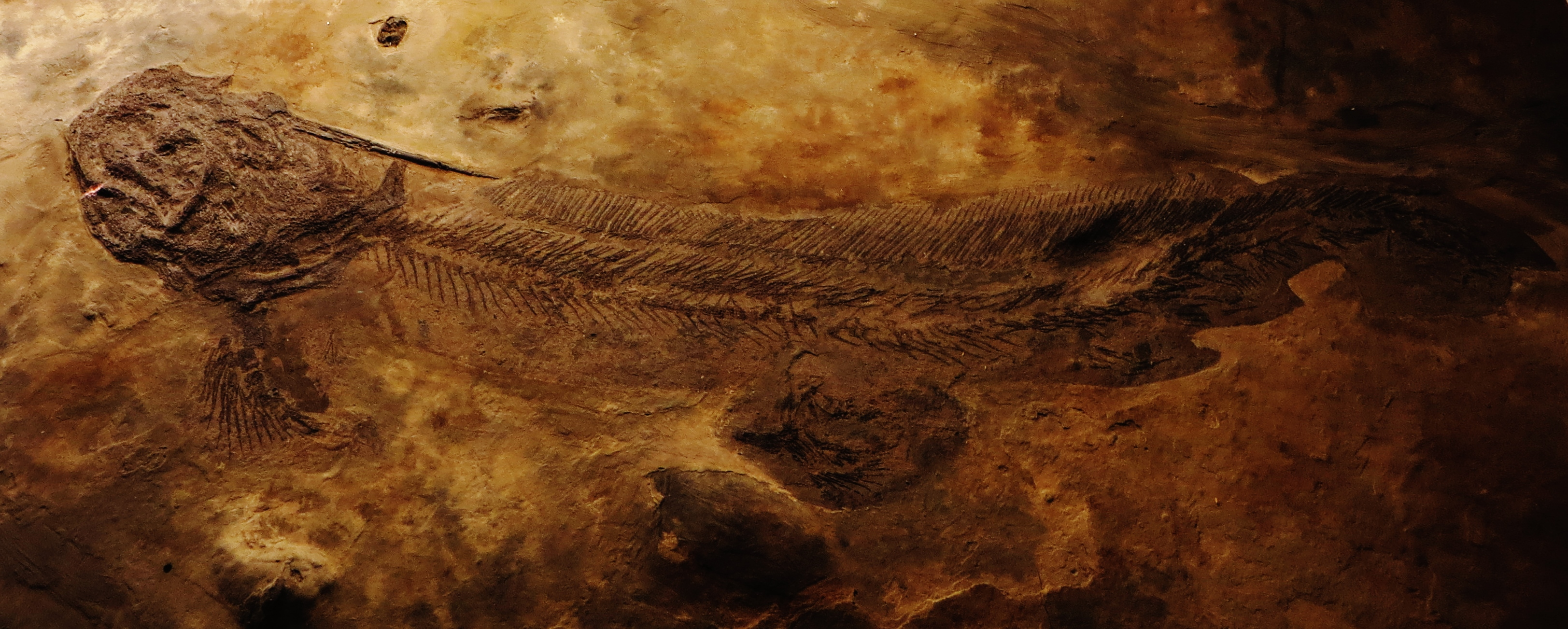
Fossile di Triodus sessilis

## Classificazione
Il genere Triodus venne descritto per la prima volta nel 1849 da Jordan; i fossili meglio conservati provengono dai bacini carbonifero-permiani della Germania, con la specie T. sessilis nota per moltissimi esemplari completi, mentre invece specie nordamericane provengono dal Carbonifero superiore dell'Arizona (T. elpia) e dal Triassico superiore di Arizona, Nuovo Messico e Texas (T. moorei). Triodus fu quindi un genere molto longevo, geograficamente diffuso e dalla morfologia conservativa, essendo rimasto quasi inalterato per circa 100 milioni di anni. Triodus apparteneva al gruppo degli xenacantidi, un gruppo di elasmobranchi dal corpo allungato e dai denti caratteristici. 

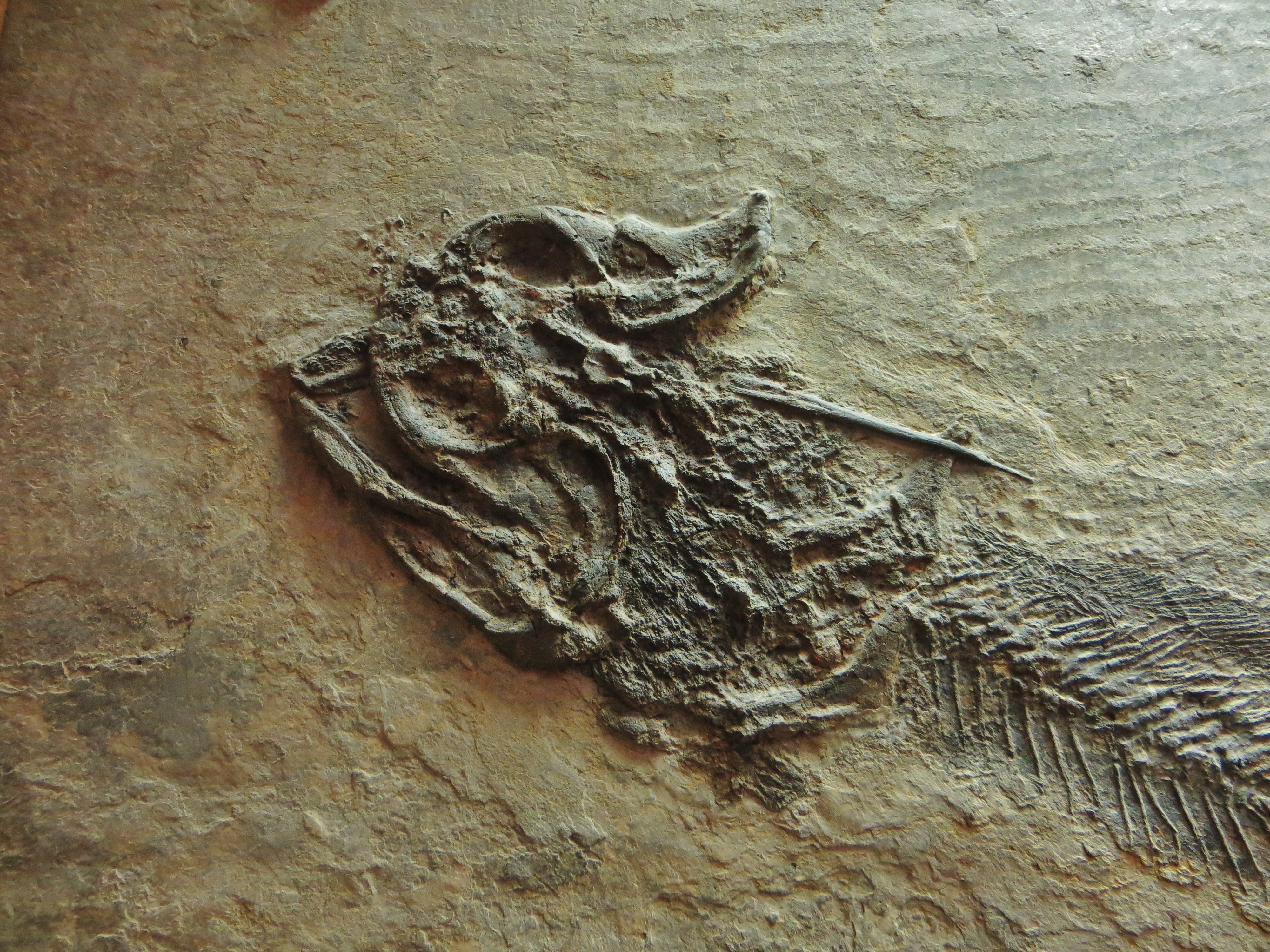
Particolare di un fossile di Triodus sessilis

## Paleobiologia
Triodus doveva essere un piccolo predatore delle acque dolci; in alcuni fossili sono stati ritrovati resti di larve di anfibi appartenenti ai generi Archegosaurus e Glanochthon. A sua volta Triodus era con tutta probabilità preda di squali più grandi, come Orthacanthus e Xenacanthus.